# Poreč Trophy 2018
La 19e édition du Poreč Trophy a eu lieu le 3 mars 2018. Elle fait partie du calendrier UCI Europe Tour 2018 en catégorie 1.2. La course est remportée par le Letton Emīls Liepiņš (ONE) avec un temps de 3 h 23 min 33 s. Il est suivi dans le même temps par le Danois Asbjørn Kragh Andersen Virtu Cycling et par le Serbe Dušan Rajović (Adria Mobil).

## Classement final
La course est remportée par le Letton Emīls Liepiņš (ONE) qui parcourt les 156 kilomètres en 3 h 23 min 33 s, soit à une vitesse moyenne de 45,98 kilomètres par heure. Il est suivi dans le même temps par le Danois Asbjørn Kragh Andersen Virtu Cycling et par le Serbe Dušan Rajović (Adria Mobil). Sur les 173 coureurs qui prennent le départ, 142 franchissent la ligne d'arrivée, dont 87 dans le sprint massif.
| \| Classement général \| Classement général \| Classement général \| Classement général \| Classement général \| \| Coureur \| Coureur \| Pays \| Équipe \| Temps \| \| ------------------ \| ---------------------- \| ------------------ \| ----------------------- \| ------------------ \| \| 1er \| Emīls Liepiņš \| Lettonie \| ONE Pro Cycling \| 3 h 23 min 33 s \| \| 2e \| Asbjørn Kragh Andersen \| Danemark \| Virtu Cycling \| + 0 s \| \| 3e \| Dušan Rajović \| Serbie \| Adria Mobil \| + 0 s \| \| 4e \| Tadej Pogačar \| Slovénie \| Ljubljana Gusto Xaurum \| + 0 s \| \| 5e \| Gašper Katrašnik \| Slovénie \| Adria Mobil \| + 0 s \| \| 6e \| Krister Hagen \| Norvège \| Team Coop \| + 0 s \| \| 7e \| Joeri Stallaert \| Belgique \| Team Vorarlberg-Santic \| + 0 s \| \| 8e \| Gian Friesecke \| Suisse \| Team Vorarlberg-Santic \| + 0 s \| \| 9e \| Thomas Stewart \| Royaume-Uni \| JLT Condor \| + 0 s \| \| 10e \| Filippo Fortin \| Italie \| Felbermayr Simplon Wels \| + 0 s \| |                        |             |                         |                 |
| |                        |             |                         |                 |
| Sources : ProCyclingStats Cycling Quotient Cycling Archives |                        |             |                         |                 |
| Classement général |                        |             |                         |                 |
| Coureur | Coureur                | Pays        | Équipe                  | Temps           |
| 1er | Emīls Liepiņš          | Lettonie    | ONE Pro Cycling         | 3 h 23 min 33 s |
| 2e | Asbjørn Kragh Andersen | Danemark    | Virtu Cycling           | + 0 s           |
| 3e | Dušan Rajović          | Serbie      | Adria Mobil             | + 0 s           |
| 4e | Tadej Pogačar          | Slovénie    | Ljubljana Gusto Xaurum  | + 0 s           |
| 5e | Gašper Katrašnik       | Slovénie    | Adria Mobil             | + 0 s           |
| 6e | Krister Hagen          | Norvège     | Team Coop               | + 0 s           |
| 7e | Joeri Stallaert        | Belgique    | Team Vorarlberg-Santic  | + 0 s           |
| 8e | Gian Friesecke         | Suisse      | Team Vorarlberg-Santic  | + 0 s           |
| 9e | Thomas Stewart         | Royaume-Uni | JLT Condor              | + 0 s           |
| 10e | Filippo Fortin         | Italie      | Felbermayr Simplon Wels | + 0 s           |

## Classements UCI
La course attribue aux coureurs le même nombre des points pour l'UCI Europe Tour 2018 et le Classement mondial UCI.
| Position           | 1er | 2e | 3e | 4e | 5e | 6e | 7e | 8e à 10e |
| Classement général | 40  | 30 | 25 | 20 | 15 | 10 | 5  | 3        |